# (8676) Lully
(8676) Lully (1992 CT2) – planetoida z pasa głównego asteroid okrążająca Słońce w ciągu 5,32 lat w średniej odległości 3,05 au. Odkryta 2 lutego 1992 roku.